# Kard
KARD (en hangul, 카드; romanización revisada, kadeu) es un grupo mixto surcoreano formado por la empresa DSP Media en 2016. Su nombre es un acrónimo de las palabras King, Ace, JokeR, HiDden que son cartas en una baraja, refiriéndose a que juntos  forman un "grupo perfecto". El grupo está compuesto por cuatro miembros: J.seph, BM, Somin y Jiwoo, quienes realizaron una serie de 3 proyectos predebut desde 2016 con Oh NaNa, Don't Recall y Rumor, antes de debutar oficialmente el 19 de julio de 2017 con su miniálbum Hola Hola.

## Miembros
| Miembros         | Miembros         | Miembros             | Miembros             | Miembros                                               | Miembros                        | Miembros                                |
| Nombre artístico | Nombre artístico | Nombre de nacimiento | Nombre de nacimiento | Posición                                               | Fecha de nacimiento             | Lugar de nacimiento                     |
| Romanización     | Hangul           | Romanización         | Hangul               | Posición                                               | Fecha de nacimiento             | Lugar de nacimiento                     |
| ---------------- | ---------------- | -------------------- | -------------------- | ------------------------------------------------------ | ------------------------------- | --------------------------------------- |
| J.seph           | 제이셉           | Kim Taehyung         | 김태형               | Ace. Rapero principal, vocalista y bailarín            | 21 de junio de 1992 (33 años)   | Chungcheong del Norte, Corea del Sur    |
| BM               | 비엠             | Matthew Kim          | 김진석               | King. Rapero, vocalista, bailarín principal y letrista | 20 de octubre de 1992 (32 años) | Los Ángeles, California, Estados Unidos |
| Somin            | 소민             | Jeon So-min          | 전소민               | Black Jocker. Vocalista principal, bailarina y visual  | 22 de agosto de 1996 (28 años)  | Seúl, Corea del Sur                     |
| Jiwoo            | 지우             | Jeon Ji-woo          | 전지우               | Color Jocker. Vocalista, rapera, bailarina y maknae    | 4 de octubre de 1996 (28 años)  | Seúl, Corea del Sur                     |

## Historia

### Predebut
De 2012 a 2014, la miembro Jeon Somin fue parte del grupo japonés de chicas Puretty de DSP Media, con quienes publicó los sencillos «Cheki☆Love» en 2012 y «Shuwa Shuwa BABY» en 2013. El grupo se disolvió en  2014, con planes para que las integrantes pudieran volver a debutar en otros grupos.
A mediados de 2014, Somin llegó a la final de Kara Project, un programa de televisión en el que siete aprendices compitieron para convertirse en los nuevos miembros del grupo de sus compañeras de etiqueta Kara. Ella llegó a la final y terminó en el segundo lugar.
El 24 de agosto de 2015, Somin debutó como líder del nuevo grupo de chicas de DSP Media APRIL. El 9 de noviembre del mismo año anunció su salida del grupo.
En agosto de 2015, el miembro BM fue presentado en la canción de Goo Ha-ra «La La La» en su EP debut Alohara (Can You Feel It?), y fue su compañero de baile para el sencillo «Choco Chip Cookies», además hizo una aparición en 2014 en Kara Project como DJ de fondo en la presentación de “Tambourine” de la concursante Ahn Sojin .

### Ascenso a la fama
El 12 de diciembre de 2016, lanzaron su primer sencillo proyecto titulado «Oh NaNa» con su compañera de etiqueta Heo Young-ji como miembro oculta. Habían planeado lanzar tres sencillos proyectos antes de que tuvieran su debut oficial. Su siguiente proyecto titulado «Don't Recall» fue lanzado el 16 de febrero de 2017, seguido de su versión en inglés el 1 de marzo de 2017. DSP Media anunció que K.A.R.D realizaría su primera gira, WILD KARD en América, Canadá, Brasil, y México de mayo a junio de 2017. Su sencillo proyecto final titulado «Rumor» fue lanzado el 24 de abril, como parte de una colaboración con la marca LG G6. Después de su lanzamiento, «Rumor» se ubicó en el puesto #1 en 13 países (Estados Unidos, Argentina, Brasil, Vietnam, Filipinas, Malasia, Singapur, Indonesia, El Salvador, Chile, Nueva Zelanda, Australia y Bolivia).

### 2017:Hola HolayYou & Me
Finalmente el 19 de julio del año 2017 fue lanzado su sencillo debut «Hola Hola» con el cual lograron posicionarse por primera vez en el Gaon Chart, en la posición número 74. Asimismo ese mismo día fue lanzado su primer "mini álbum" del mismo nombre, el cual contenía 2 canciones nuevas y 4 instrumentales más en la edición física como bonus tracks, este miniálbum logró posicionarse en el segundo lugar del listado Gaon Album Chart y en el tercero del Billboard World Albums.
Tras varios meses después de su primer miniálbum "Hola Hola" y después de terminar su "Wild Kard Tour", la banda finalmente anunció su próximo regreso el 21 de noviembre de este año con "You & Me", su segundo miniálbum.

### 2018:Ride on the Wind
El 25 de julio, KARD hizo oficial su regreso con su tercer miniálbum: «Ride on the wind». Ride on the wind encabeza el álbum del mismo nombre, además: "Ride on the Wind", una canción brillante de EDM que presenta sintetizadores silbidos y cuerdas de tonos profundos, continúa la dedicación del grupo mixto a la música de baile optimista y teñida tropicalmente. Pero incluso mientras se siente inmensamente familiar, cambia las cosas un poco al plantear a J.Seph, quien anteriormente solía haber rapeado, como cantante y darle a Jiwoo un verso de rap más prominente del que el vocalista ha servido en el pasado.
Asimismo, el miniálbum contiene 6 canciones, y entre ellas esta una canción en español, "Dímelo". 

### 2019:Bomb BombyDumb Litty
El 27 de marzo de 2019 KARD lanzó su primer sencillo digital titulado «밤밤 (Bomb Bomb)». Este Comeback muestra un cambio en su música y estética así como en producción musical. Sobre el nombre de la canción: 밤(bam) significa noche. El 22 de septiembre de ese mismo año, KARD estrenó una nueva canción titulada "Dumb Litty", la cual fue producida por BM.

### 2020–2021:Red Moon,Way With Wordsy enlistamiento militar de J.Seph
El 12 de febrero de 2020, KARD hizo oficial su regreso con su cuarto miniálbum: «Red Moon», el cual incluía 4 nuevos temas, además de su canción previamente lanzada en septiembre de 2019, "Dumb Litty".
El 26 de agosto de 2020, KARD regresó con un nuevo sencillo titulado «Way With Words», el cual incluía un total de 3 nuevas canciones: "Ah Eh Yah", "GUNSHOT" y "Hold On". Este sería el último regreso de KARD con todos sus miembros en, al menos, un par de años; ya que uno de sus integrantes masculinos (J.Seph) deberá cumplir con el servicio militar obligatorio establecido en Corea del Sur. El 21 de septiembre de 2020, J.Seph anunció mediante una carta manuscrita publicada en Instagram que se enlistaría al ejército como soldado el 5 de octubre de 2020. Posteriormente, su agencia DSP Media confirmaría dicha noticia aclarando que J.Seph desea enlistarse en privado por lo que más detalles no serían revelados al público.
El 2 de diciembre de 2020, BM lanzó «Bad Manners», colaboración con dos reconocidos trainees de la agencia: Lee Sangmin, exparticipante de Under Nineteen, y Lee Junhyuk, exparticipante de Produce X 101; ambos forman parte del nuevo grupo de DSP Media "MIRAE", que debutó el 17 de marzo de 2021.
El 28 de marzo de 2021, BM publicó en su cuenta de Instagram una foto indicando que haría su debut en solitario muy pronto. BM debutó como el primer solista del grupo el 2 de julio de 2021, lanzando su álbum sencillo «The First Statement».

### 2022–presente: Regreso conRe:,
El 21 de enero de 2022, BM lanzó su primer regreso en solitario con el sencillo «Lost in Euphoria».
El 4 de abril, se confirmó que J.Seph había sido dado de baja del servicio militar. Debido a la propagación del COVID-19, las últimas vacaciones de J.Seph fueron a mediados de febrero, a partir de dicho momento no regresó al servicio militar y fue dado de baja anticipadamente. El 28 de mayo, DSP Media anunció que KARD lanzaría un nuevo álbum a mediados de junio y reanudaría todas las actividades grupales, marcando su primer lanzamiento y regreso como grupo completo en 22 meses. Su quinto EP, «Re:», fue lanzado el 22 de junio.
El  10 de abril de 2023, KARD lanzó su tercer sencillo digital «Without You» junto con un video musical.
El 23 de mayo de 2023 KARD lanzó su sexto miniálbum «ICKY» junto con el video musical de la canción titular del álbum.

## Imagen pública y recepción
Los grupos mixtos se consideran actualmente una rareza en la industria de la música coreana, ya que varios agrupaciones lanzadas previamente con este concepto han sido considerados como fracasos. Con el debut de KARD, la revista Forbes señaló que el grupo "se encaminaba al éxito mundial" después de construir rápidamente una presencia internacional a través de su gira por América del Norte y del Sur durante su etapa de predebut, que se expandió aún más después del lanzamiento de Hola Hola. La revista Billboard ha descrito a KARD como "uno de los grupos mixtos del K-pop más exitosos que jamás haya existido", lo que se pudo apreciar cuando su EP debut llegó al número 3 en la lista mundial de álbumes.
Si bien KARD ha alcanzado gran éxito internacional, especialmente en América del Sur, han sido criticados por centrarse principal y excesivamente en el mercado extranjero. Debido a la falta de promociones en su país de origen, un funcionario de una estación de radiodifusión coreana les dijo una vez a los miembros de KARD que eran "como un grupo ficticio". Sin embargo, el grupo ha declarado que su objetivo es realizar más actividades en Corea del Sur. Cabe recalcar que, hasta la fecha, KARD todavía no logra el primer puesto en ningún programa musical coreano, como Inkigayo o Music Bank, entre otros; aunque hayan realizado varias presentaciones. 

## Proyectos
En el año 2017 KARD se convirtieron en los embajadores globales para la marca LG Electronics, principalmente la banda promocionó el G6 Smartphone.

## Discografía

### Miniálbumes
| Título                                                                                      | Detalles del álbum | Posiciones en gráficos | Posiciones en gráficos | Posiciones en gráficos | Posiciones en gráficos | Ventas        |
| Título                                                                                      | Detalles del álbum | COR                    | US Heat                | US World               | SNEP                   | Ventas        |
| ------------------------------------------------------------------------------------------- | --- | ---------------------- | ---------------------- | ---------------------- | ---------------------- | ------------- |
| Hola Hola                                                                                   | - Lanzamiento: 19 de julio de 2017 - Discográfica: DSP Media, LOEN Entertainment - Formatos: CD, Descarga digital     | 2                      | 25                     | 3                      | 171                    | - COR: 18,343 |
| You & Me                                                                                    | - Lanzamiento: 21 de noviembre de 2017 - Discográfica: DSP Media, LOEN Entertainment - Formatos: CD, Descarga digital | 8                      | 17                     | 4                      | 170                    | - COR: 12,775 |
| Ride on the Wind                                                                            | - Lanzamiento: 25 de julio de 2018 - Discográfica: DSP Media, Kakao M - Formatos: CD, Descarga digital                | 7                      | —                      | —                      | 8                      | - COR: 7,681  |
| Red Moon                                                                                    | - Lanzamiento: 12 de febrero de 2020 - Discográfica: DSP Media, Kakao M - Formatos: CD, Descarga digital              | 10                     | —                      | —                      | N/A                    | - COR: 6,520  |
| «—» denota los lanzamientos que no han sido publicados o no se han publicado en esa región. | |                        |                        |                        |                        |               |

### Sencillo Álbumes
| Título                                                                                      | Detalles del álbum                                                                                      | Posiciones en gráficos | Posiciones en gráficos | Posiciones en gráficos | Posiciones en gráficos | Ventas       |
| Título                                                                                      | Detalles del álbum                                                                                      | COR                    | US Heat                | US World               | SNEP                   | Ventas       |
| ------------------------------------------------------------------------------------------- | --- | ---------------------- | ---------------------- | ---------------------- | ---------------------- | ------------ |
| Way With Words                                                                              | - Lanzamiento: 16 de agosto de 2020 - Discográfica: DSP Media, Kakao M - Formatos: CD, Descarga digital | 12                     | —                      | —                      | —                      | - COR: 7,245 |
| «—» denota los lanzamientos que no han sido publicados o no se han publicado en esa región. | |                        |                        |                        |                        |              |

### Sencillos
| Título                                                                                      | Año  | Posicionamientos | Posicionamientos | Posicionamientos | Ventas (Descargas) | Álbum            |
| Título                                                                                      | Año  | COR              | FIN              | US World         | Ventas (Descargas) | Álbum            |
| ------------------------------------------------------------------------------------------- | ---- | ---------------- | ---------------- | ---------------- | ------------------ | ---------------- |
| Oh NaNa                                                                                     | 2016 | —                | —                | 5                | N/A                | Hola Hola        |
| Don't Recall                                                                                | 2017 | —                | 18               | 5                | N/A                | Hola Hola        |
| Rumor                                                                                       | 2017 | —                | —                | 3                | N/A                | Hola Hola        |
| Hola Hola                                                                                   | 2017 | 74               | —                | 4                | - COR: 28 983+     | Hola Hola        |
| You In Me                                                                                   | 2017 | 98               | —                | 11               | - COR: 12,962      | You & Me         |
| Ride on the Wind                                                                            | 2018 | —                | —                | 19               | N/A                | Ride on the Wind |
| Bomb Bomb                                                                                   | 2019 | —                | —                | 3                | N/A                | Sin álbum        |
| Dumb Litty                                                                                  | 2019 | —                | —                | 3                | N/A                | Red Moon         |
| Red Moon                                                                                    | 2020 | —                | —                | 8                | N/A                | Red Moon         |
| Gunshot                                                                                     | 2020 | —                | —                | 9                | N/A                | Way With Words   |
| «—» denota los lanzamientos que no han sido publicados o no se han publicado en esa región. |      |                  |                  |                  |                    |                  |

### Bandas sonoras
| 이제 우리 (Ije Uli;Here We Now)                                                             | 2017 | — | — | Lovebird: OST |
| «—» denota los lanzamientos que no han sido publicados o no se han publicado en esa región. |      |   |   |               |

## Conciertos y giras

### Giras
- 2017: 2017 The 1st Tour "Wild K.A.R.D"
- 2017: 2017 The 1st Tour "Wild K.A.R.D" pt.2
- 2018: 2018 WILD KARD Tour In Asia
- 2018: 2018 WILD KARD TOUR in Latin America

### Showcase
- 2016: K.A.R.D Debut Party
- 2017: Wild K.A.R.D Party

### Participación en concierto
- 2017: KCON LA 2017
- 2020: KCON LA 2020

## Filmografía

### Drama
| Año  | Título           | Cadena    | Miembro(s) | Papel      | Nota                     |
| ---- | ---------------- | --------- | ---------- | ---------- | ------------------------ |
| 2014 | KARA Secret Love | Dramacube | Somin      | Ella misma | Cameo                    |
| 2015 | April Episode    | DSP Media | Somin      | Ella misma | Papel principal en abril |

### Reality shows
| Año       | Título         | Cadena    | Miembro(s) | Notas                                      |
| --------- | -------------- | --------- | ---------- | ------------------------------------------ |
| 2014      | Kara Project   | MBC Music | Somin      | Participante con el miembro oculto Youngji |
| 2018      | Super tv       | XTVN      | Todos      | Invitados especiales                       |
| 2020      | Good Girl      | Mnet      | Jiwoo      | Participante                               |
| 2021-2022 | Double Trouble | Watcha    | Jiwoo      | Participante                               |

## Videografía

### Videos musicales
| Año  | Título             | Director               | Ref.   |
| ---- | ------------------ | ---------------------- | ------ |
| 2016 | "Oh NaNa"          | INSP, SUIKO (Koinrush) | [ 37 ] |
| 2017 | "Don't Recall"     | INSP, SUIKO (Koinrush) | [ 38 ] |
| 2017 | "RUMOR"            | INSP, SUIKO (Koinrush) | [ 39 ] |
| 2017 | "Hola Hola"        | INSP, SUIKO (Koinrush) | [ 40 ] |
| 2017 | "You in me"        | INSP, SUIKO (Koinrush) | [ 41 ] |
| 2017 | "Trust me"         | INSP, SUIKO (Koinrush) | [ 42 ] |
| 2018 | "Ride on the wind" | NAIVE                  | [ 43 ] |
| 2019 | "Bomb Bomb"        | Hong Wonki (Zanybros)  | [ 44 ] |
| 2019 | "Dumb Litty"       | Hong Wonki (Zanybros)  | [ 45 ] |
| 2020 | "RED MOON"         | Hong Wonki (Zanybros)  | [ 46 ] |
| 2020 | "GUNSHOT"          |                        |        |

## Premios y nominaciones
| Año  | Premiación                                                 | Categoría                | Receptor | Resultado | Ref.   |
| ---- | ---------------------------------------------------------- | ------------------------ | -------- | --------- | ------ |
| 2017 | Asia Artist Awards                                         | Mejor Rookie             | KARD     | Ganadores | [ 47 ] |
| 2017 | CJ E&M America Awards                                      | Hottest Rookie           | KARD     | Ganadores | [ 48 ] |
| 2017 | Melon Music Awards                                         | Mejor Artista Nuevo      | KARD     | Nominados | [ 49 ] |
| 2018 | Seoul Music Awards                                         | Mejor Artista Nuevo      | KARD     | Nominados | [ 50 ] |
| 2018 | Seoul Music Awards                                         | Mayor Popularidad        | KARD     | Nominados | [ 50 ] |
| 2018 | Seoul Music Awards                                         | Hallyu Special Award     | KARD     | Nominados | [ 50 ] |
| 2018 | Asia Artist Awards                                         | New Wave Award           | KARD     | Ganadores | [ 51 ] |
| 2019 | Korea-China Management Awards                              | Asia Rising Star         | KARD     | Ganadores | [ 52 ] |
| 2020 | Korea First Brand Awards                                   | Top Co-ed Idol           | KARD     | Ganadores | [ 53 ] |
| 2020 | MTV Europe Music Awards (Categoría Regional Internacional) | Mejor Artista Coreano    | KARD     | Nominados | [ 54 ] |
| 2022 | Asia Artist Awards                                         | AAA Best Choice (Singer) | KARD     | Ganadores | [ 55 ] |